# David Elazar
David Elazar (1925 – 1976) est un général israélien, nommé chef d'état-major des forces de défense d'Israël entre 1972 et 1974. Elazar est parfois surnommé « Dado » ( דָּדוֹ). Ce surnom est largement utilisé dans les sources officielles et les biographies, notamment dans le nom du Dado Center de l’armée israélienne, un centre de recherche stratégique qui porte son nom.

## Biographie
Né en Yougoslavie, il émigre en Palestine mandataire en 1940. Il rejoint les rangs de la Haganah puis du Palmah, et grimpe rapidement les échelons militaires en participant notamment à la guerre de Palestine en 1948. Nommé à la tête des forces blindées israéliennes en 1961, il participe ensuite à la guerre des Six Jours en 1967, en tant que général commandant la région Nord, où il parvient à prendre le plateau du Golan à l'armée syrienne. Il est nommé chef d’état major de l'armée israélienne en janvier 1972, succédant au général Haïm Bar-Lev. C'est à ce poste qu'il dirige les opérations lors de la guerre du Kippour en octobre 1973. Le rapport de la commission Agranat, chargée d'enquêter sur les erreurs commises au début de cette guerre, le mettant en cause, il est poussé à la démission en avril 1974. Il décède en 1976 d'un malaise cardiaque.